# روجر إي. مور
روجر إي. مور (بالإنجليزية: Roger E. Moore)‏ هو مصمم ألعاب وصحفي أمريكي، ولد في 11 يوليو 1955 في وينشستر في الولايات المتحدة.